# Eresina maesseni
Eresina maesseni är en fjärilsart som beskrevs av Henry Stempffer 1956. Eresina maesseni ingår i släktet Eresina och familjen juvelvingar. Inga underarter finns listade i Catalogue of Life.